# Comuna Ostriveț, Horodenka
Ostriveț (în ucraineană Острівець) este o comună în raionul Horodenka, regiunea Ivano-Frankivsk, Ucraina, formată din satele Ostriveț (reședința) și Rohînea.

## Demografie
Componența lingvistică a comunei Ostriveț
     Ucraineană (99,91%)
Conform recensământului din 2001, majoritatea populației comunei Ostriveț era vorbitoare de ucraineană (99,91%), existând în minoritate și vorbitori de alte limbi.